# Stargard
Pour la gmina, voir Stargard (gmina).
Stargard (jusqu'en 2016 Stargard Szczeciński) (en allemand : Stargard in Pommern) est une ville de la voïvodie de Poméranie-Occidentale, dans le Nord-Ouest de la Pologne. Sa population s'élevait à 67 579 habitants en 2020. Elle est la troisième plus grande ville de Poméranie-Occidentale (après Szczecin et Koszalin) et la 55e ville au niveau national.

## Géographie
La ville s'étend sur 48 km2. Stargard est située à 37 kilomètres à l'est de la capitale régionale Szczecin, à 127 kilomètres au nord-est de Berlin et à 450 kilomètres au nord-ouest de Varsovie.

## Histoire
Stargard, à ne pas confondre avec son homonyme Burg Stargard, est mentionnée pour la première fois en 1140, et reçut les privilèges d'une ville (droit de Magdebourg) en 1243 des mains de Barnim Ier le Bon.
La ville rejoignit en 1363 la ligue hanséatique et fut solidement fortifiée. Elle devint au XVe siècle la ville de résidence des ducs de Poméranie.
Pendant la guerre de Trente Ans, la ville fut incendiée, puis fut incorporée en 1648, par le traité de Westphalie au Brandebourg-Prusse. En 1818, au sein de la province de Poméranie, elle devint le chef-lieu de l’arrondissement de Saatzig, dont elle ne fut détachée qu’en 1901.
Pendant la Seconde Guerre mondiale, le Stalag II-D était implanté à proximité ; des Cachoubes et des Canadiens y furent retenus prisonniers.
La ville passa à la Pologne après 1945 : la population allemande fut expulsée et remplacée par des Polonais venus des territoires orientaux annexés par l’Union soviétique.
Le 1er janvier 2016, Stargard Szczeciński change de nom et devient Stargard.
Le 18 janvier 2017, le maire Sławomir Pajor décède et est remplacé temporairement par Paweł Bakun. À la suite de nouvelles élections en avril 2017, le mandat de maire est confié à Rafał Zając.

## Économie
La ville abrite notamment une usine du fabricant japonais de pneumatiques Bridgestone qui embauche plus de 900 personnes ainsi qu'une usine sucrière appartenant à la coopérative publique Polski Cukier (en).

## Jumelage[3]
- Elmshorn (Allemagne) depuis 1993
- Saldus (Lettonie) depuis 1992
- Stralsund (Allemagne) depuis 1992
- Wijchen (Pays-Bas) depuis 1993

## Communications
L'aéroport le plus proche  est celui de Goleniów. La ville abrite également l'aérodrome de Kluczewo (en), ancienne base aérienne soviétique, aujourd'hui fermé.
La gare de Stargard a des connexions avec de nombreuses villes, y compris :
- Szczecin ;
- Varsovie, Lublin, Łódź, Cracovie, Katowice, Wrocław, via Poznań ;
- et dans la troisième direction : Łobez, Świdwin, Białogard, Koszalin, Słupsk, Gdynia, Gdańsk et Olsztyn.

## Sports
La ville compte deux clubs sportifs majeurs : le Spójnia Stargard, club de basket-ball qui joue en première division depuis 2018, et le Błękitni Stargard, en troisième division polonaise de football et reconnu pour sa demi-finale de Coupe de Pologne en 2015.

## Édifices notables
L'un des plus grands et anciens édifices de la ville est la collégiale Sainte-Marie.

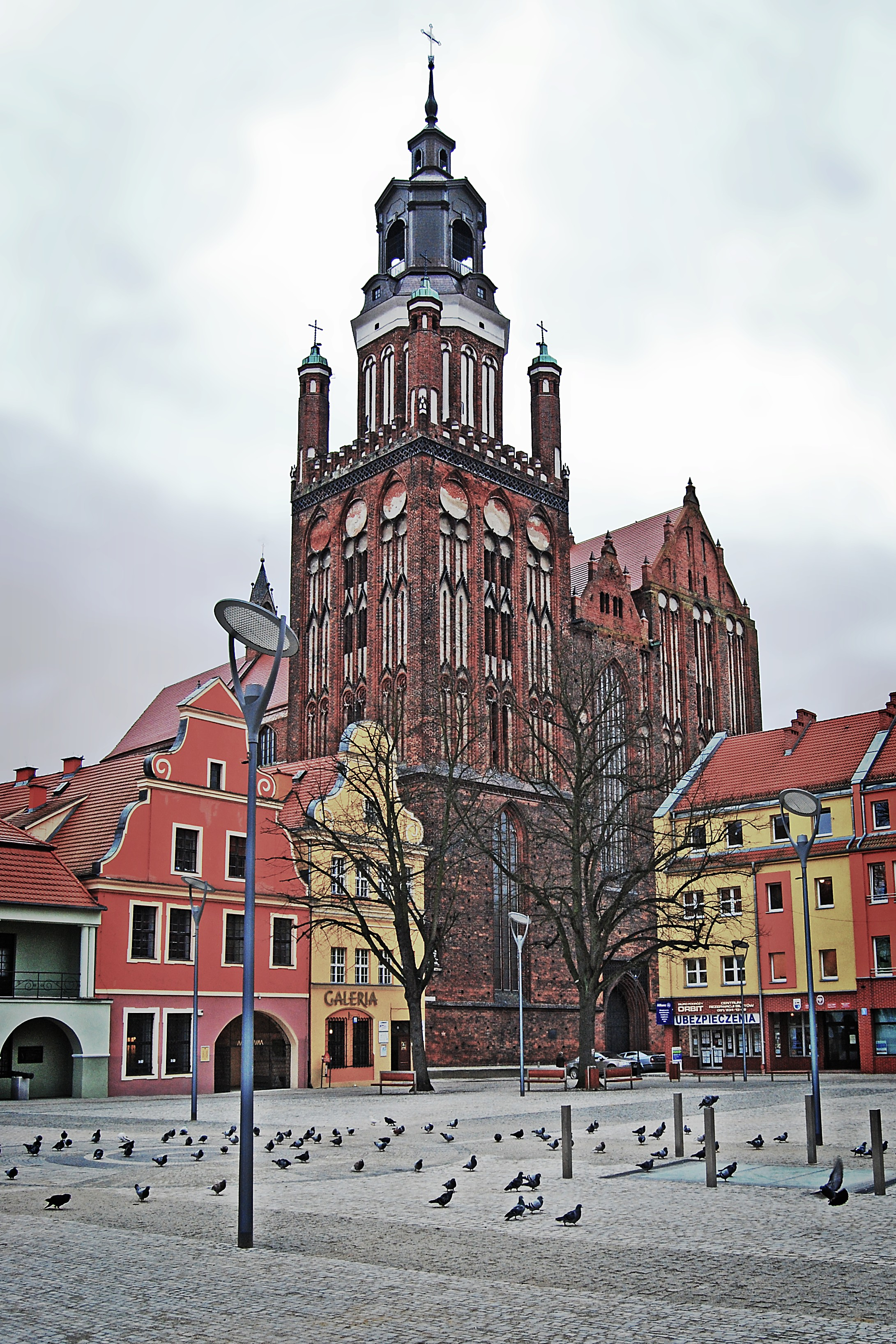
Collégiale Sainte-Marie.

## Personnalités liées à la commune
- Werner von Blomberg (1878-1946), militaire et ministre allemand du Troisième Reich, né à Stargard.
- August von Dewitz (1836-1887), religieux né à Stargard.
- David Herlicius (1557-1636), poète, mathématicien, médecin et astrologue, mort à Stargard.
- Paweł Januszewski, (1972), athlète polonais, champion d'Europe du 400 m haies et ancien membre du club d'athlétisme "Pomorze Stargard"[4].
- Margaret (1991-), chanteuse polonaise, née à Stargard.
- Emil von Meerscheidt-Hüllessem (1840-1923), général prussien né à Stargard.
- Hans-Joachim von Merkatz, (1905-1982), homme politique et ministre allemand, né à Stargard.
- Jean Offredo, (1944-2012), journaliste, écrivain et présentateur du journal TV français, né à Stargard.
- Emanuel von Schöning (1690-1757), général prussien né à Stargard.
- Karl Wilhelm von Tschirschky, (1735-1803), generalmajor et député prussien, vécu à Stargard.
- Ludwig Wilhelmy, (1812-1864), chimiste et physicien prussien, né à Stargard.